# The Delgados
The Delgados was een Schotse indie band uit Motherwell. De leden waren Alun Woodward (stem, gitaar), Emma Pollock (stem, gitaar), Stewart Henderson (basgitaar) en Paul Savage (drum).

## Biografie
De band ontstond nadat Woodward, Henderson en Savage uit de band Bubblegum werden gegooid. Savage's ex-vriendin Pollock vervoegde zich bij hen. De groep noemde zichzelf naar wielrijder Pedro Delgado.
Hun eerste commerciële uitgave was het nummer Liquidation Girl op de compilatie cd Skookum Chief Powered Teenage Zit Rock Angst van Nardwuar the Human Serviette. In plaats van zich aan te sluiten bij een platenlabel, stichtte de groep er zelf een: Chemikal Underground. Zo gaven ze zelf hun eigen cd's uit en publiceerde ze ook andere lokale groepen, waaronder Mogwai en Arab Strap. Chemikal Underground's eerste uitgave was de Delgados single Monica Webster / Brand New Car. De single trok de aandacht van BBC Radio 1 DJ John Peel, die de band benoemde als zijn favoriete muziekgroep.
De volgende single die Chemikal Underground uitbracht, Disco Nation 45 van Bis, zorgde ervoor dat het label geen geld meer had. De volgende uitgave, Lazarwalker gebeurde daarom door Radar Records. Radar bood hen een deal van vijf albums aan. The Delgados weigerden. In plaats daarvan haalden ze hun A&R-contact, Graeme Beattie, ertoe over om voor hen te komen werken bij Chemikal Underground.
De single Cinecentre volgde in 1996. In datzelfde jaar gaf de band hun debuutalbum uit. Het nummer Under Canvas, Under Wraps werd nummer drie in John Peel's Festive Fifty van dat jaar.
The Delgados gaven hun tweede album uit in 1998: Peloton. Hun single Pull the Wires from the Wall leverde hen hun eerste hit op de UK Singles Chart op. Het bereikte nummer 69. Het nummer bereikte de eerste plaats op de volgende Festive Fifty.
In 2000 bracht de groep het album The Great Eastern uit. De cd werd geproduceerd door Dave Fridmann. Hun volgende single, American Trilogy bereikte nummer 61 in de UK hitlijst. Het album werd genomineerd voor de Mercury Music Prize.
Hun vierde album, Hate, werd uitgegeven door Mantra Records. Het nummer The Light Before We Land werd gebruikt als introgeneriek voor de anime Gunslinger Girl. Woke From Dreaming wordt gebruikt in aflevering zeven van de reeks.
De groep keerde terug naar hun eigen label voor de cd Universal Audio uit 2004.
The Delgados kondigde in april 2005 aan dat ze de band zouden stopzetten.
I Fought the Angels van het album Universal Audio werd in 2006 gebruikt in de vierde aflevering van het tweede seizoen van Grey's Anatomy. Hetzelfde nummer kwam voor in de BBC reeks Lip Service in 2010.
Op 12 juni 2006 kwam de dubbel-cd The Complete BBC Peel Sessions uit. Woodward gaf zijn solo debuutalbum uit in juni 2009 onder de naam Lord Cut-Glass. Savage is eveneens te horen op deze cd.

## Discografie

### Albums
- Domestiques (1996, lp / cd )
- Peloton (1998, lp / cd)
- The Great Eastern (2000, lp / cd)
- Hate (2002, lp / cd)
- Universal Audio (2004, lp / cd)

### Singles en ep's
- Monica Webster / Brand New Car (1995, 7")
- I've Only Just Started to Breathe
- Lazarwalker (1996, 7"/cd)
- Cinecentre (1996, 7"/cd)
- Under Canvas Under Wraps (1996, 7"/cd)
- Sucrose (1996, 7"/cd)
- Booker-T Jones (1996, 7")
- Everything Goes Around the Water (1998, 7"/cd)
- Pull the Wires From the Wall (1998, 7"/cd)
- The Weaker Argument Defeats the Stronger (1998, 7"/cd)
- American Trilogy (2000, 7"/cd)
- No Danger (Kids' Choir) (2000, 7"/cd)
- Coming in From the Cold (2002, 7" /cd)
- All You Need is Hate (2003, cd)
- Everybody Come Down (2004, 7"/cd)
- Girls of Valour (2005, 7")[1]

### Livealbums
- BBC Sessions (1997, cd)
- Live at the Fruitmarket (2001, cd)
- The Complete BBC Peel Sessions (2006, cd)[1]